# Oberea lepesmiana
Oberea lepesmiana är en skalbaggsart som beskrevs av Stefan von Breuning 1956. Oberea lepesmiana ingår i släktet Oberea och familjen långhorningar. Inga underarter finns listade i Catalogue of Life.